# Bewegter Religionsunterricht
Bewegter Religionsunterricht ist ein religionspädagogisches Konzept, in dem Prinzipien von Rhythmik, Psychomotorik und Improvisationstheater miteinander verbunden werden. Unterrichtsinhalte werden in Wahrnehmungs- und Bewegungsspielen angeboten und kommuniziert. Innere und äußere Standpunkte von Lehrenden und Lernenden sollen so in Bewegung geraten; räumliche Bewegung soll mit „innerer Bewegung“ korrespondieren. Entworfen wurde es Anfang der 1990er Jahre von Elisabeth Buck, die es seither weiterentwickelt hat. Buck versteht ihren Ansatz zur Unterrichtsgestaltung im Sinne des Konvergenzmodells der Religionsdidaktik als eine theologisch-pädagogische Disziplin, in der sich Theologie und Pädagogik aufeinander beziehen und sich gegenseitig hinterfragen. Mit dem Konzept werde ein religiöses Lernen in den Mittelpunkt gestellt, das sich nicht im Bescheidwissen von Fakten erschöpfe, sondern sich im Wahrnehmen, Entdecken, Staunen und Sich-einlassen entfalten dürfe.
Bereits Anfang der 1980er hatte der Schweizer Sportlehrer Urs Illi das Projekt Bewegte Schule geschaffen, das inzwischen in unterschiedlicher Ausprägung konzipiert und umgesetzt wird. Davon unterscheidet sich der Bewegte Religionsunterricht insofern, als Bewegung nicht allein als Unterrichtsmethode verstanden wird, sondern die Bewegung selbst als Fundort religionsunterrichtlicher Inhalte und Fragestellungen gilt. Im Bewegungsspiel sollen Lernende die Möglichkeit erhalten, darin religiöse Symbolik aus der Relevanz eigener Erfahrung zu entdecken und sich damit kritisch auseinanderzusetzen.

## Lerntheoretischer Hintergrund
Der Bewegte Religionsunterricht als Form kognitiven Lernens basiert auf dem kommunikationstheoretischen Lernmodell von Werner Radigk, nach dem sich der Mensch in mehreren Stufen über sich und seine Umwelt informiert:
- Auf der ersten Informationsstufe geschieht Lernen durch unmittelbare Sinneswahrnehmung und Körperbewegung.
- Auf der zweiten Informationsstufe geschieht Lernen durch Sprache. Sinnliches Erleben ist in lautlichen Codes symbolisiert.
- Auf der dritten Informationsstufe geschieht Lernen durch Schrift. Sinnliches Erleben und Sprache sind in Schriftcodes symbolisiert.

Diese Stufen sind laut Radigk nicht hierarchisch aufeinander bezogen, nachhaltiges Lernen verbindet vielmehr diese Informationsstufen miteinander und wird damit den Verarbeitungsmöglichkeiten des menschlichen Gehirns gerecht.

## Theologischer Hintergrund
Biblische Texte beschreiben, so Buck, Bewegungen im wörtlichen und übertragenen Sinn wie Flucht, Heimkehr, Aufbruch, Umkehr usw. sowie die Bewegung Gottes, der sich auf die Menschen zubewegt und sie in ihrer Bewegung begleitet. Sie schlussfolgert, die „Inkarnation“ werde dabei zur radikalen „Bewegung Gottes in die Menschlichkeit hinein“. Die Dynamik des christlichen Glaubens bewirkte demnach bis zur Gegenwart immer wieder Reformen und Neuaufbrüche.  Der Bewegte Religionsunterricht soll Spielräume eröffnen, sich mit dieser Dynamik  auseinanderzusetzen. Buck habe somit  sinnliche Wahrnehmung und Körperausdruck als Auseinandersetzung mit religiöser Symbolik in die religionsdidaktische Diskussion mit eingebracht und konkret gemacht.

## Prozesscharakter
Diese Form des Religionsunterrichts ist prozessorientiert und verzichtet auf feste Lernzielformulierungen. Bewegungsspiele dienen dazu, individuelle Zugänge und Standpunkte zu Unterrichtsinhalten anzubahnen. Ziel ist es, auf dem Hintergrund der Pluralität von Kindern und Jugendlichen, einen Kommunikationsspielraum zu bieten und dabei die individuell und kulturell verschiedenen Körperidentitäten der Schüler zu berücksichtigen.

## Methoden
Methodisch beruht dieser Unterricht im Wesentlichen auf Wahrnehmungs- und Bewegungsspielen, die sich im Spannungsfeld zwischen sozialen Interaktionen, schöpferischen Gestaltungsprozessen und sensomotorischen Erlebnissen befinden. Dabei spricht Buck insofern von „Spiel“ mit klar definierten Spielregeln, als es sich bei diesen Methoden nicht um „Übungen“ handele. Die individuellen Wahrnehmungserlebnisse, die häufig an Erzählungen oder Texte anknüpfen, werden als Basis für den weiteren Unterrichtsverlauf betrachtet. Sie werden in der Klassengemeinschaft diskutiert, im „Unterrichtsheft“ gestalterisch umgesetzt und sollen neue Perspektiven aufzeigen.

## Rolle der Lehrperson
Eine gute Beziehung zwischen Lehrenden und Lernenden ist Grundvoraussetzung für Bewegten Religionsunterricht. Dazu gehören Einfühlungsvermögen, eigene Spielfreude, Bereitschaft zur Improvisation und Humor. Die Lehrkraft sollte Stimmungen der Klasse und Einzelner wahrnehmen können und Grenzen setzen, wo Personen herabgesetzt oder gefährdet werden.  Auf dieser Grundlage können „Fixierungen“ aufbrechen und sich relativieren.

## Weiterentwicklung
Buck versteht ihren Ansatz nicht als unveränderliches Konstrukt. Schülerschaft und Gesellschaft verändern sich, Themenschwerpunkte wechseln. Für die Weiterentwicklung des Bewegten Religionsunterrichts seien daher Erleben, Selbstdarstellung, Selbstbewertung und Bewegungshandeln in der Gesellschaft ständig zu beobachten und zu untersuchen. Sie geht davon aus, dass sich im Verhältnis des Individuums zu seinem Körper und im Bild des Körpers, welches eine Gesellschaft entwickelt, die jeweiligen Wertesysteme spiegeln sowie die Achtung bzw. Missachtung der Menschenwürde, das Bewusstsein von und die Haltung zur Sterblichkeit, der Wille zur Selbstbestimmung oder Manipulation und die Sehnsucht nach Glück zeigen.